# Dimitrios Filippotis
Dimtrios Filippotis (griechisch Δημήτριος Φιλιππότης, * 1839 in Pyrgos auf Tinos; † 28. November 1919 in Athen; auch Demetrios Philippotes transkribiert) war ein bedeutender griechischer Bildhauer des 19. Jahrhunderts.

## Leben und Werke
Dimitrios Zacharias Filippotis entstammte, wie auch Giannoulis Chalepas, einer Bildhauerfamilie aus dem Ort Pyrgos auf Tinos. Sein Vater, Meister Zacharias, war Bildhauer und Architekt. Er war Filippotis erster Lehrer in der Bildhauerei. Als junger Mann half er seinem Vater beim Bau des Klosters des Heiligen Paulus auf dem Berg Athos. Später arbeitete er mit anderen Bildhauern aus Tinos bei der Herstellung von Skulpturen in Konstantinopel. 
1855 begann Filippotis an der Hochschule der Bildenden Künste in Athen das Studium der Bildhauerei. Sein dortiger Professor war Christian Heinrich Siegel (1808–1883). In dieser Zeit wurde Filippotis mit einem Stipendium des griechischen Königs Georg I. ausgezeichnet, was ihm ein Auslandsstudium ermöglichte. Filippotis setzte sein Studium in Italien fort. Dort entstand seine Skulptur Ernter, welche 1870 mit dem ersten Preis der Akademie von Rom ausgezeichnet wurde. 
Nach seiner Rückkehr nach Griechenland, arbeitete er vornehmlich in Athen. Dabei hatte er einen bedeutsamen künstlerischen Einfluss. Filippotis Werke werden dem Klassizismus zugeordnet. Inspirieren ließ er sich oft durch Szenen des alltäglichen Lebens. Es entstanden Meisterwerke wie Der Holzbrecher (Ξυλοθράυστης), die sich durch anatomische Details auszeichnen und mit ihrer Dynamik und Anmut beeindrucken. Weitere bekannte Werke des Künstlers sind: Kind mit Trauben, Kleiner Fischer, Der Obsthändler, Artemis mit Hund.
Filippotis Werke finden sich, außer in griechischen Museen, auch im Ehrenfriedhof von Athen, im Friedhof von Piräus, sowie in Kirchen und auf Plätzen in anderen Städten Griechenlands. 
Nachkommen der Familie Filippotis führen die Familientradition in der Bildhauerei noch heute fort.